# Вступление Украины в Европейский союз
Вступление Украины в Европейский союз — процесс вступления Украины в Европейский союз (ЕС).
28 февраля 2022 года, вскоре после начала вторжения России, Украина подала заявку на членство в ЕС. Президент Украины Владимир Зеленский потребовал немедленного приема в соответствии с «новой специальной процедурой», а президенты восьми стран ЕС призвали к ускорению процесса вступления. Президент Еврокомиссии Урсула фон дер Ляйен заявила, что поддерживает вступление Украины, но этот процесс потребует времени. 1 марта 2022 года Европейский парламент рекомендовал сделать Украину официальным кандидатом в члены, а 10 марта 2022 года Совет Европейского союза запросил мнение Европейской комиссии по поводу заявки. 8 апреля 2022 года фон дер Ляйен представила Зеленскому законодательную анкету, на которую Украина ответила 17 апреля.
17 июня 2022 года Европейская комиссия рекомендовала предоставить Украине статус кандидата на вступление в Евросоюз. Одновременно с рекомендацией утверждения статуса кандидата Брюссель выдвинул в адрес Киева требования по проведению реформ, предоставив список из семи пунктов.
23 июня 2022 года Европейский парламент подавляющим большинством голосов принял резолюцию в поддержку статуса кандидата в ЕС для Украины, а Совет Европейского союза присвоил Украине статус кандидата на вступление в Евросоюз.
14 декабря 2023 года Совет Европейского союза решил начать переговоры о вступлении Украины в Европейский союз.

## Хронология отношений с Европейским союзом
Соглашение об ассоциации между Европейским союзом и Украиной было подписано в 2014 году после ряда событий, которые затормозили его ратификацию, кульминацией которой стала Революция достоинства на Украине и свержение тогдашнего действующего президента Украины Виктора Януковича. Углублённая и всеобъемлющая зона свободной торговли с Украиной вступила в силу 1 сентября 2017 г. после временного применения с 1 января 2016 г., а Соглашение об ассоциации полностью вступило в силу 1 сентября 2017 г.

Флаг, который использовали активисты на Евромайдане

23 июля 2020 года Польша, Литва и Украина создали трехстороннюю платформу политического, экономического, культурного и социального сотрудничества — Люблинский треугольник, целью которого является поддержка интеграции Украины в ЕС и НАТО.

После вторжения России на Украину в 2022 году прозвучали дополнительные призывы начать формальный процесс присоединения: Украина подтвердила свое желание стать членом союза, а президент Европейской комиссии фон дер Ляйен заявила, что Украина принадлежит Европейскому союзу.

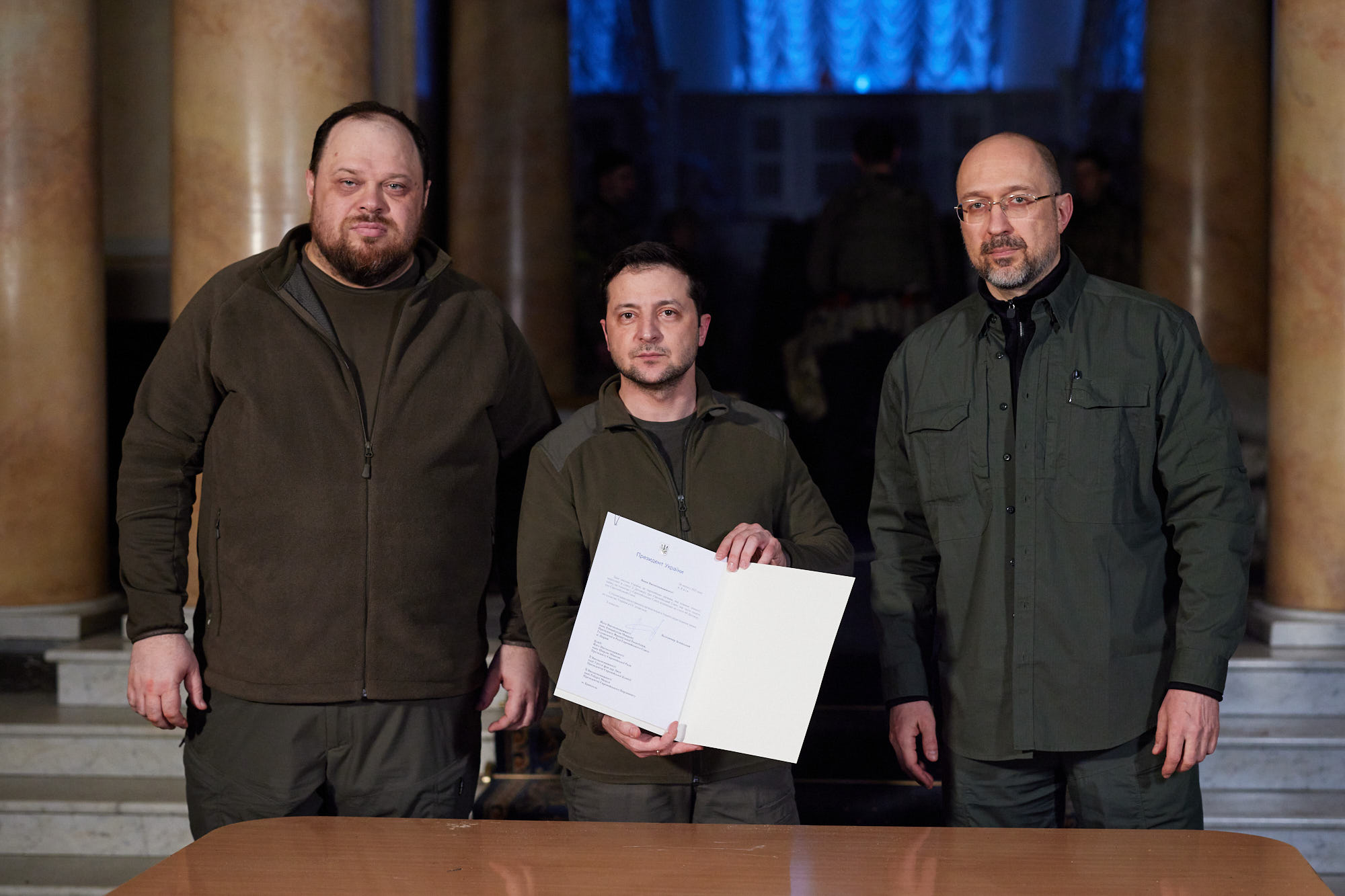
При подписании Заявки

28 февраля Украина официально подала заявление о приеме в члены. В связи с продолжающимся кризисом президент Зеленский потребовал немедленного приема в Евросоюз по специальной процедуре. В тот же день восемь государств ЕС подписали письмо в поддержку ускоренного процесса вступления Украины, а 1 марта министр иностранных дел Венгрии Петер Сийярто заявил, что его страна также поддержит ускоренный процесс. 1 марта Европейский парламент после дебатов, в которых выступил Президент Украины и получил аплодисменты, рекомендовал сделать Украину официальным кандидатом на членство в ЕС. Европарламент проголосовал за членство Украины: 637 за, 13 против и 26 воздержавшихся.
Однако 2 марта министр иностранных дел Испании Хосе Мануэль Альбарес заявил, что «принадлежность к ЕС не является капризным процессом или процессом, который может быть осуществлен простым политическим решением», напомнив, что страна-кандидат «должна соответствовать определённым социальным, политическим и экономическим нормам».
7 марта ЕС заявил, что официально рассмотрит заявку Украины, а 10 марта 2022 года Совет Европейского союза запросил у Комиссии свое мнение по заявке.
Сенат Польши 9 марта 2022 года принял резолюцию, призывающую страны Евросоюза поддержать ускоренный процесс вступления Украины в ЕС 93 голосами «за». «Украинское общество, несомненно, доказало, что оно готово быть частью единой Европы и готово заплатить кровью за преданность европейским ценностям. Украинские воины, защищая границы своей страны, защищают всю Европу», — говорится в документе.

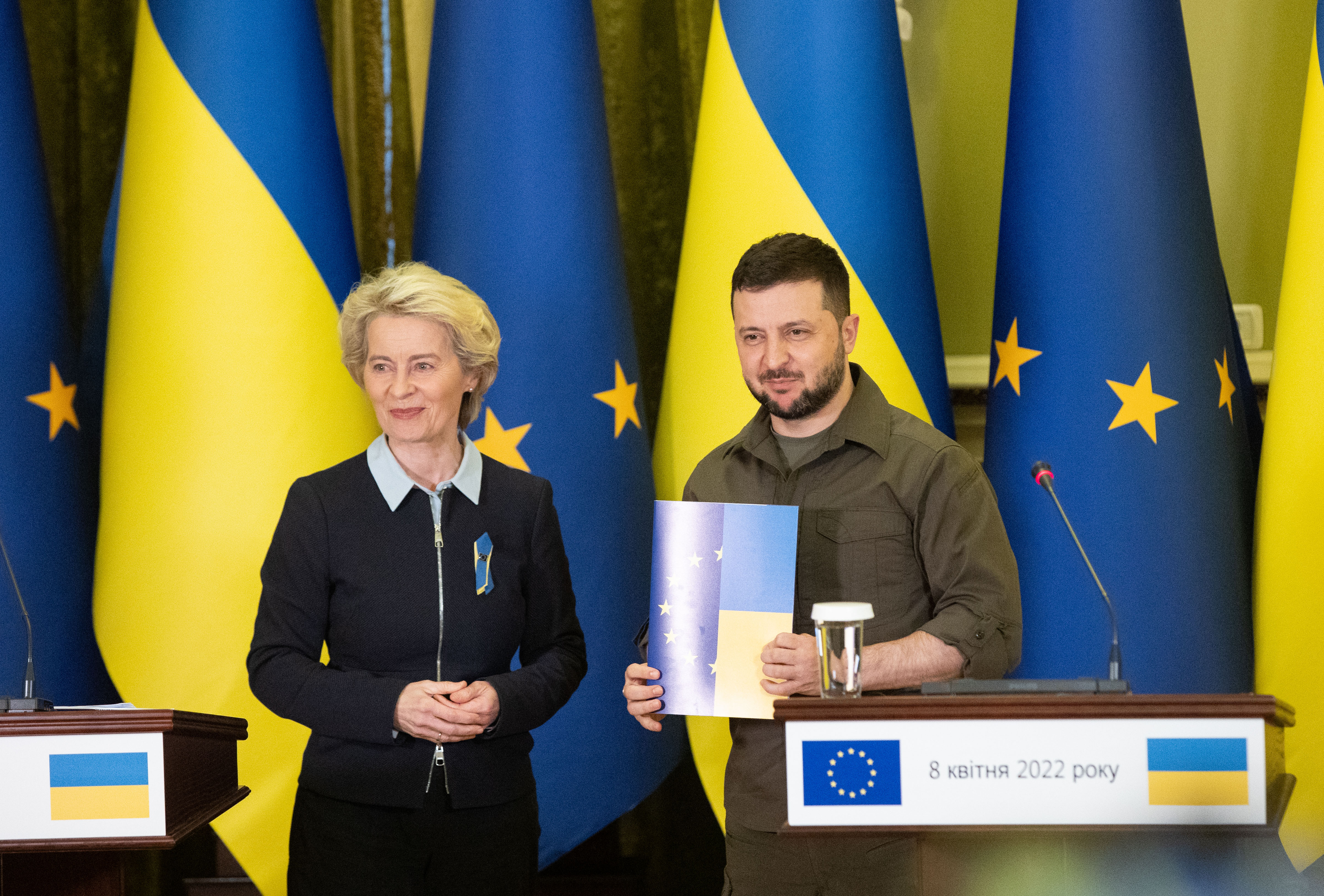
Презентация анкеты по членству в ЕС 8 апреля 2022 года Президентом Комиссии ЕС фон дер Ляйен и президентом Украины Владимиром Зеленским

8 апреля 2022 года президент комиссии фон дер Ляйен после посещения Бучи после резни посетила Киев и встретилась с президентом Зеленским. Фон дер Ляйен представила Зеленскому законодательную анкету для начала подачи заявки от Украины и предложила ускорить процесс. Боррель объявил, что делегация ЕС на Украине во главе с Матти Маасикасом вернется в Киев после эвакуации в начале войны. 17 апреля 2022 года Украина ответила на первую часть вопросника для законодательных органов, а на вторую и последнюю часть — 9 мая 2022 года.
29 мая 2022 года, с целью поддержки пути Украины к европейскому будущему, в частности, для получения статуса кандидата на членство в Европейском союзе 25-26 июня 2022 г., правительство Украины запустило коммуникационную кампанию «Embrace Ukraine. Strengthen the Union».
По информации вице-премьера Украины Ольги Стефанишиной, против предоставления Украине статуса выступали три страны ЕС, среди которых, по данным Bloomberg, — Нидерланды и Дания. Германия же предлагала дать Украине статус условно, под обещания выполнить определённые требования.
После встречи с Владимиром Зеленским 16 июня 2022 года в Киеве лидеры Германии, Италии, Румынии и Франции призвали немедленно предоставить Украине статус кандидата на членство в ЕС. Федеральный канцлер Германии Олаф Шольц отметил, что дальнейшее движение Украины в ЕС, если все страны согласятся предоставить ей статус кандидата, зависит от её собственных усилий. Отдельно президент Франции Эмманюэль Макрон пояснил, что визит на Украину лидеров трех крупнейших экономик ЕС — Германии, Италии и Франции, а также президента Румынии — имел целью формирование единодушия в Европейском союзе относительно первого шага Украины к вступлению, каким является предоставление статуса кандидата: было принято решение о том, чтобы предоставить Украине статус кандидата без дополнительных условий, но затем выдвигать условия по реформам на всех последующих этапах.
17 июня 2022 года министр иностранных дел Еппе Кофод заявил, что правительство Дании готово поддержать предоставление Украине статуса кандидата на вступление в ЕС, если Европейская комиссия предоставит положительную рекомендацию. Нидерланды в тот же день обратились в Еврокомиссию с призывом тщательно прописать условия для дальнейшего приближения Украины к членству в ЕС. В частности, Еврокомиссию призывают прописать в своем выводе, какие реформы Украина должна будет осуществить в будущем. Нидерланды привели подробное описание того, что считают столь необходимыми критериями.

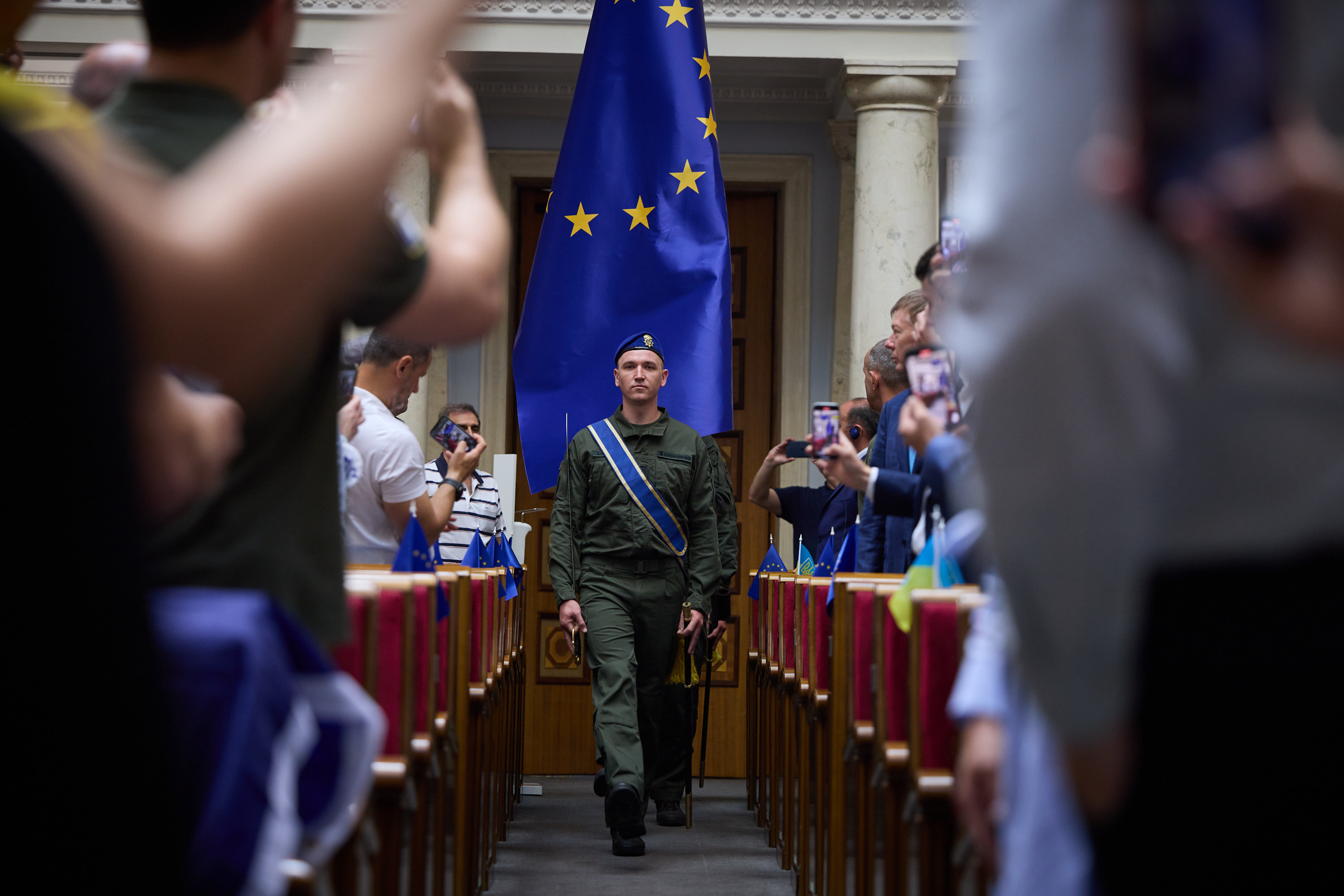
1 июля 2022 года в зал Верховной Рады торжественно внесли флаг ЕС, который теперь будет там всегда. Это очень символическое событие напомнило внесение государственного флага после провозглашения независимости Украины

17 июня Европейская комиссия рекомендовала предоставить Украине статус кандидата на вступление в Евросоюз. Одновременно с рекомендацией утверждения статуса кандидата Брюссель выдвинул в адрес Киева требования по проведению реформ, предоставив список из семи пунктов:
1. реформа Конституционного суда;
2. продолжение судебной реформы;
3. антикоррупция, включая назначение руководителя САП;
4. борьба с отмыванием денежных средств;
5. воплощение антиолигархического закона;
6. согласование аудиовизуального законодательства с европейским;
7. изменение законодательства о нацменьшинствах.

23 июня Европейский парламент подавляющим большинством голосов принял резолюцию в поддержку статуса кандидата в ЕС для Украины. 23 июня 2022 года Совет Европейского союза присвоил Украине статус кандидата на вступление в Евросоюз.

## Ускоренная процедура

Государства — члены Европейского союза
Страны — члены Европейского союза поддерживают ускоренное членство Украины
Государства — члены Европейского союза поддерживают ускоренное предоставление Украине статуса кандидата
Украина
Аннексированные Россией в 2014 и 2022 годах территории Украины, присоединение которых не получило международного признания

Соглашение об ассоциации с Украиной вступило в силу в 2017 году (а временно выполняется с 2015 года) .
26 февраля 2022 года президент Польши Анджей Дуда выступил за ускоренный путь вступления Украины в ЕС.
27 февраля премьер-министр Словении Янез Янша совместно с премьером Польши Матеушем Моравецким в письме президенту Евросовета Шарлю Мишелю предложили план быстрой интеграции Украины в ЕС до 2030 года. Премьер-министр Словакии Эдуард Гегер предложил ЕС создать новую специальную процедуру для присоединения Украины к Европейскому союзу, чтобы в будущем помочь Украине встать на ноги и восстановиться после войны.
В понедельник 28 февраля 2022 года президент Украины Владимир Зеленский подписал заявку на членство Украины в Европейском союзе. Глава государства с Главой ВРУ Русланом Стефанчуком и Премьер-министром Украины Денисом Шмыгалем подписали Совместное заявление.
Зеленский во вторник 1 марта выступил в Европарламенте и заявил, что Украина доказала, что выбрала Европу, а теперь Европа должна выбрать Украину и поддержать вступление в ЕС:
...У нас очень мотивированный народ. Мы боремся за наши права, свободу, за жизнь, а сейчас мы боремся за выживание и это сейчас наша величайшая мотивация. Но мы боремся и за то, чтобы быть равноправными членами Европы. Я считаю, что сегодня всем показываем, что мы такие.

С нами Европейский союз будет крепче. Без вас Украина будет одинока.
Европейский парламент 1 марта подавляющим большинством голосов (637 голосами «за», только 13 евродепутатов выступили «против», 26 воздержались) утвердил резолюцию, рекомендующую государствам — членам ЕС работать над предоставлением Украине статуса кандидата на вступление. Впрочем, голос Европарламента является рекомендательным.
1 марта 2022 года президенты восьми стран — членов ЕС (Болгария, Чехия, Эстония, Латвия, Литва, Польша, Словакия и Словения) подписали открытое письмо с призывом немедленно предоставить Украине перспективу членства в ЕС и приступить к переговоров о вступлении. Также в этот день министр иностранных дел Венгрии Петер Сиярто высказался за ускоренное вступление Украины в Европейский союз.
9 марта 2022 года Сенат Польши 93 голосами принял «за» резолюцию, в которой призывает страны Европейского союза поддержать ускоренный процесс вступления Украины в ЕС.
Украинское общество несомненно доказало, что готово быть частью объединенной Европы и готово кровью платить за преданность европейским ценностям. Украинские воины, защищая границы своей страны, защищают всю Европу.
Обычно решение Еврокомиссии по соответствию этой заявки занимает от 15 до 18 месяцев.

### Процесс принятия решения
- Отправка письма-заявления председательству Совета ЕС (сейчас это — Франция).
- Совет информирует страны-члены, Европейский парламент и национальные парламенты о заявке.
- Заседание 27 министров принимает решение, чтобы официально получить мнение Европейской комиссии по заявке (длится от 15 до 18 месяцев).

### Подготовка страны-кандидата
- Адаптация собственных институций, стандартов и инфраструктуры для выполнения обязательств государства-члена.
- Соответствие критериям вступления, включая принятие и имплементацию законодательства ЕС[47].

## Переговоры
Условием начала переговоров являлось выполнение семи предварительных условий, определенных Европейской комиссией. Украина заявила, что стремится начать переговоры до конца 2023 года. Украинское правительство пообещало выполнить семь требований до конца 2022 года. Однако Европейский совет указал, что эта оценка будет рассмотрена в ходе следующего ежегодного пакета расширения в октябре 2023 года.
2 февраля 2023 года во время Саммита Украина-ЕС Европейская комиссия согласилась представить «предварительную оценку» семи требований весной 2023 года, чтобы открыть для Украины путь для начала переговоров в 2023 году.
8 ноября 2023 года Еврокомиссия рекомендовала начать официальные переговоры о вступлении Украины в Евросоюз. Брюссель предъявил при этом Киеву ряд условий, таких как искоренение коррупции и соблюдение языковых прав меньшинств. Семь предварительных условий для начала переговоров были признаны выполненными на 90%.
14 декабря 2023 года Европейский союз принял решение начать переговоры о вступлении Украины в ЕС.
| Главы Acquis communautaire                                                | Состояние на 2023 год        | Открытие глав        |
| ------------------------------------------------------------------------- | ---------------------------- | -------------------- |
| 1. Свободное перемещение товаров                                          | Умеренно подготовлено        | Глава еще не открыта |
| 2. Свободное перемещение рабочей силы                                     | Ранняя стадия подготовки     | Глава еще не открыта |
| 3. Свобода учреждения и движения услуг                                    | Умеренно подготовлено        | Глава еще не открыта |
| 4. Свободное перемещение капиталов                                        | Умеренно подготовлено        | Глава еще не открыта |
| 5. Государственные закупки                                                | Некоторый уровень подготовки | Глава еще не открыта |
| 6. Корпоративное право                                                    | Умеренно подготовлено        | Глава еще не открыта |
| 7. Право интеллектуальной собственности                                   | Некоторый уровень подготовки | Глава еще не открыта |
| 8. Политика конкуренции                                                   | Умеренно подготовлено        | Глава еще не открыта |
| 9. Финансовые услуги                                                      | Умеренно подготовлено        | Глава еще не открыта |
| 10. Информационное общество и СМИ                                         | Хороший уровень подготовки   | Глава еще не открыта |
| 11. Сельское хозяйство и развитие сельских территорий                     | Ранняя стадия подготовки     | Глава еще не открыта |
| 12. Безопасность пищевых продуктов, ветеринария и фитосанитарная политика | Некоторый уровень подготовки | Глава еще не открыта |
| 13. Рыболовство                                                           | Некоторый уровень подготовки | Глава еще не открыта |
| 14. Транспортная политика                                                 | Некоторый уровень подготовки | Глава еще не открыта |
| 15. Энергетика                                                            | Хороший уровень подготовки   | Глава еще не открыта |
| 16. Налогообложение                                                       | Умеренно подготовлено        | Глава еще не открыта |
| 17. Экономическая и монетарная политика                                   | Умеренно подготовлено        | Глава еще не открыта |
| 18. Статистика                                                            | Умеренно подготовлено        | Глава еще не открыта |
| 19. Социальная политика и занятость                                       | Ранняя стадия подготовки     | Глава еще не открыта |
| 20. Промышленная политика и предпринимательство                           | Умеренно подготовлено        | Глава еще не открыта |
| 21. Трансъевропейские сети                                                | Некоторый уровень подготовки | Глава еще не открыта |
| 22. Региональная политика и координация структурных инструментов          | Умеренно подготовлено        | Глава еще не открыта |
| 23. Суд и основные права                                                  | Некоторый уровень подготовки | Глава еще не открыта |
| 24. Правосудие, свобода и безопасность                                    | Умеренно подготовлено        | Глава еще не открыта |
| 25. Наука и исследования                                                  | Умеренно подготовлено        | Глава еще не открыта |
| 26.Образование и культура                                                 | Умеренно подготовлено        | Глава еще не открыта |
| 27. Окружающая среда и изменение климата                                  | Некоторый уровень подготовки | Глава еще не открыта |
| 28. Защита прав потребителей и здравоохранение                            | Некоторый уровень подготовки | Глава еще не открыта |
| 29. Таможенный союз                                                       | Хороший уровень подготовки   | Глава еще не открыта |
| 30. Внешние связи                                                         | Хороший уровень подготовки   | Глава еще не открыта |
| 31. Иностранная политика, политика обороны и безопасности                 | Хороший уровень подготовки   | Глава еще не открыта |
| 32. Финансовый контроль                                                   | Ранняя стадия подготовки     | Глава еще не открыта |
| 33. Бюджетные вопросы                                                     | Ранняя стадия подготовки     | Глава еще не открыта |
| 34. Институты                                                             | -                            | -                    |
| 35. Другие вопросы                                                        | -                            | -                    |

| 72,7 % завершено |  |
| \| \| \|         |  |
|                  |  |

|  |  |

| 72,7 % завершено |  |
| \| \| \|         |  |
|                  |  |

|  |  |

| 0 % завершено |  |
| \| \| \|      |  |
|               |  |

|  |  |

| 0 % завершено |  |
| \| \| \|      |  |
|               |  |

|  |  |

## Общественное мнение

### Украина

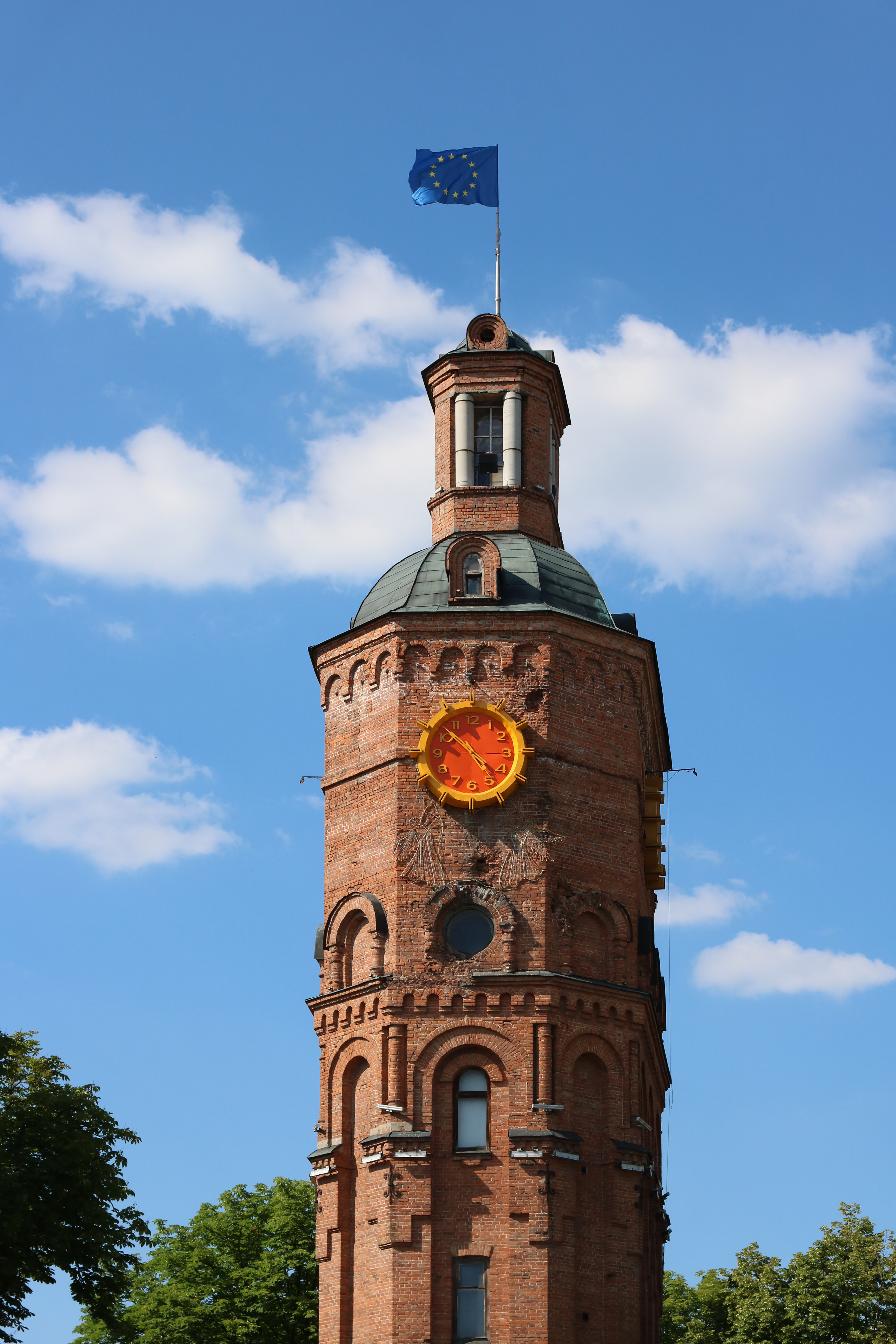
Флаг Европейского союза на башне в Виннице

Самыми активными сторонниками вступления в ЕС в мае 2010 г. и декабре 2011 г. оказались граждане в возрасте от 20 до 39 лет (в декабре 2011 г. мнение возрастной группы 18-29 лет не различалось от региона к региону). По данным опроса ComRes, проведенного в мае 2014 года, люди в возрасте от 36 до 55 лет больше всего поддерживают вступление в ЕС. Посол Украины в ЕС Константин Елисеев заявил в июле 2011 года, что бизнес-магнаты и политики с русскоязычного востока Украины были в такой же степени сторонниками ЕС, как и украиноязычный запад страны: «Если бы сегодня в Украине какой-нибудь политик заявил, что он против евроинтеграции, он был бы политически мертв».
Согласно опросу, проведенному Социологической группой «Рейтинг» 30-31 марта 2022 года, 91 % украинцев поддерживают вступление в Европейский союз во время вторжения России на Украину в 2022 году по сравнению с 66,4 % в феврале 2015 года.

### ЕС
Согласно опросу, проведенному IFOP по заказу Ялтинской европейской стратегии и Фонда Жан-Жореса с 3 по 7 марта 2022 года, 92 % сторонников вступления Украины в ЕС — в Польше, 71 % — в Италии, 68 % — в Германии, и 62 % — во Франции.
Опрос Flash Eurobarometer, который провели в апреле во всех странах ЕС, свидетельствует о наибольшей поддержке вступления Украины в ЕС в Португалии, где это поддержали 87 % респондентов. Далее следуют Эстония (83 %), Литва (82 %), Польша (81 %) и Ирландия (79 %). Наиболее скептически к вступлению Украины относятся венгры, где эта идея поддерживается только 48 % респондентов (против — 37 %). В то же время в Венгрии самая высокая доля населения, не определившаяся по этому вопросу — 16 % (столько же во Франции и Бельгии).
Соответственно, вопрос, заказанный Центром «Новая Европа», который располагает Европейской правдой, среди тех, кто определился со своей позицией, в пользу предоставления Украине кандидатства высказались 68 % немцев, 65 % французов и 65 % нидерландцев. В то же время 32 % жителей Германии и по 35 % французов и нидерландцев выступают против такого решения. В целом 46 % жителей ФРГ поддерживают предоставление Украине статуса кандидата на членство в ЕС, 22 % выступают против, ещё 25 % отнеслись к этому нейтрально, а 7 % затруднились ответить на вопрос. Среди жителей Франции 42 % поддерживают предоставление Украины статуса кандидата, 24 % — не поддерживают, 26 % — не за и не против, ещё 9 % затруднились ответить. В Нидерландах 45 % респондентов поддерживают кандидатство Украины, 24 % — выступают против, 21 % сохранили нейтральную позицию, 10 % — затруднились выбрать ответ.